# Дюпре, Жильбер
Жильбер-Луи Дюпре (фр. Gilbert-Louis Duprez; 9 декабря 1806, Париж — 23 сентября 1896, Пуасси) — французский оперный певец, прототип драматического тенора последующих эпох.
Поначалу выступал как тенор-альтино, но со временем, отказавшись от вековой традиции использования тенорами смешанного регистра, стал первым петь с опущенной гортанью и использовать грудное до⁴ (do di petto), что остаётся стандартом для теноров до настоящего времени. 
В 1835 году исполнил главную мужскую партию на неаполитанской премьере оперы «Лючия ди Ламмермур», которая прославила своего создателя Доницетти на всю Европу. С тех пор регулярно сотрудничал с этим композитором, первым исполнив ведущие роли в его операх «Фаворитка» (Фердинанд), «Мученики» (Полиевкт) и «Дон Себастьян».

## Биография
Вокальную подготовку получил в музыкальном институте Шорона. В юности сочинил оперу «Хижина рыбака», постановка которой в Версале в 1826 году закончилась провалом. 

В качестве певца дебютировал в 1825 году в театре «Одеон» в партии графа Альмавивы в опере «Севильский цирюльник» Россини. Затем долгое время выступал в театрах Италии (где, в частности, участвовал в первой итальянской постановке «Вильгельма Телля»). Дюпре освоил технику прикрытия звука в Неаполе у тенора Нодзари, затем ввел в вокальную практику технику опущенной гортани (voix mixte sombreé), что позволило ему приобрести в верхнем участке диапазона силу, звучность и округлость голоса. 

Карикатурное изображение выступления Дюпре в опере Галеви «Карл VI» (1846)

В юности, обладая ясным, но сравнительно тонким голосом, он придерживался французской вокальной традиции haute-contre. Поэтому, отправившись в Италию, певец поначалу старался брать относительно сходные теноровые партии в операх Россини, предполагавшие использование усиленного фальцета. Однако его выступления не производили должного эффекта — возможно, потому, что французский музыкант был непривычен к итальянской колоратуре.  Затем Дюпре попытался подстроиться под манеру Рубини, сладкую и элегичную, но этот стиль не соответствовал его вокальным данным.
Около 1830 года Дюпре обратил внимание на исполнительские особенности Доменико Донцелли — ведущего в то время «баритонального» тенора с мощным голосом и акцентированной дикцией (сотрудничавшего с композитором Доницетти). Соединив элементы манер Рубини и Донцелли, Дюпре стал усиливать драматизм исполняемых партий. Сначала он предложил более мужественную трактовку образа Гуальтьеро в «Пирате» Беллини, а затем, при исполнении в Лукке в 1831 году партии Арнольда в «Вильгельме Телле», добился мощного грудного звука при исполнении высокого до (второй октавы), что вскоре стало ориентиром для всех теноров эпохи романтизма (подробнее см. falsettone). Из воспоминаний Дюпре:
Этому энергичному произведению необходимо было придать величие, сосредоточить всю волю, все духовные и физические силы, которыми обладает исполнитель. И ей-богу, под конец я кричал… я мог взорваться, но я преуспел. Вот так я нашёл это грудное «до».
Во времена выступлений Дюпре репертуара для драматических теноров ещё не существовало: такой репертуар появился благодаря его нововведению, побудившему композиторов усиливать драматизм мужских партий. Тем не менее он исполнял наиболее драматичные роли оперного репертуара своего времени (Арнольд, Полиевкт) и в расчёте на его вокальные способности композиторы сознательно усиливали драматизм ролей, что позволяет рассматривать его в качестве первого драматического тенора.

Россини говорил, что, поскольку не любит противоестественных эффектов, то до Дюпре с его резким тембром «раздражает его итальянское ухо, как крик каплуна, которого режут». Композитор вспоминал о том, как Дюпре пришёл к нему в дом продемонстрировать своё исполнение арий Арнольда: 
По мере приближения к «Secondez ma vengeance» я стал испытывать то неприятное ощущение нетерпеливого ожидания, которое переживают некоторые люди перед условленным пушечным выстрелом. Наконец взорвалось знаменитое «до». Чёрт побери! Что за грохот! Я встал из-за стола и бросился к горке, полной бокалов тончайшего венецианского стекла, которая украшала залу. «Ничего не лопнуло! — вскричал я. — Просто невероятно!»

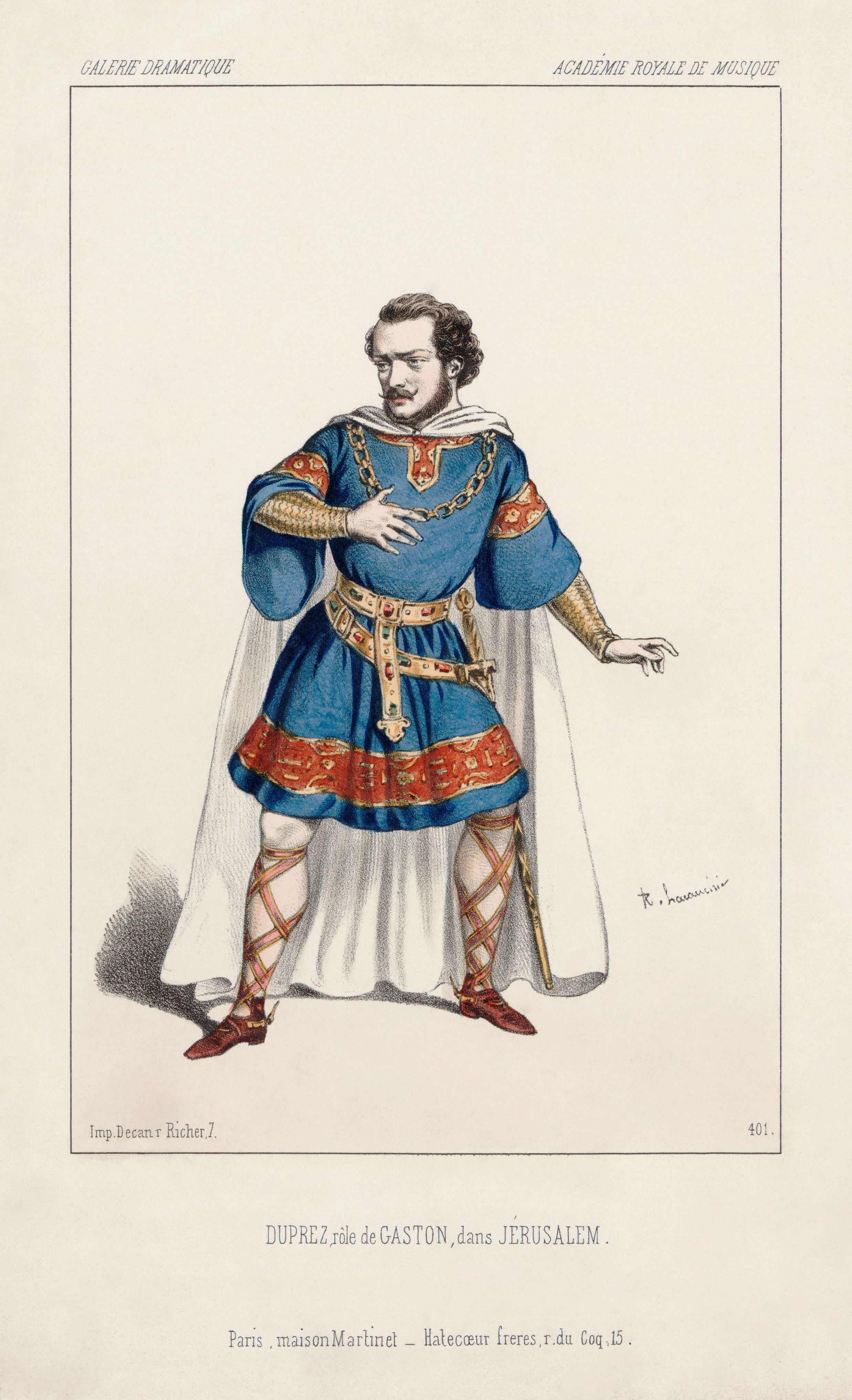
Дюпре в премьерной постановке оперы Верди «Иерусалим» (1847)

С 1837 по 1849 год Дюпре состоял в труппе Парижской оперы, где заместил в качестве ведущего солиста Адольфа Нурри и блистал, в частности, в операх своего друга Доницетти. Поначалу столичная публика встретила его настороженно, не вполне справедливо видя в нём представителя итальянской певческой школы.
Дюпре первым исполнил партии Эдгара в опере Доницетти «Лючия ди Ламмермур» (1835) и Бенвенуто Челлини в одноимённой опере Берлиоза (1838).  Впрочем, от роли Челлини он отказался уже после третьего представления ввиду неспособности брать требуемые партитурой высокие ноты. В сезон 1842 и 1843 годов из-за быстрого нарастания проблем с голосом (следствие перенапряжения голосовых связок) он переключает свою активность на преподавание в Парижской консерватории. Последнее выступление Дюпре на сцене состоялось в 1851 году («Лючия ди Ламмермур»). 
После оставления сцены Дюпре основал школу пения в Париже, откуда вышло немало известных певцов и певиц, среди них А. Ниман. В 1845 году издал авторитетный трактат «Искусство пения», переведённый в числе прочих и на русский язык. Он также пробовал силы в сочинении музыки, написал несколько оперетт, которые не имели особого успеха. Был награждён орденом Почётного легиона.

## Потомки
В 1827 году женился на певице Александрине Дюперрон (1806-72), вместе с которой учился у Шорона. Их сын Леон Дюпре (1838—1928) после отца продолжал руководить созданной им школой для вокалистов, а дочь Каролина (1832-75) пела на премьерах многих опер Мейербера, Галеви и Обера. Среди потомков Ж. Дюпре — балерина Кристиан Воссар и певец Оливье Туссен.